# Zwalmse Tripel
Zwalmse Tripel is een Belgisch bier. Het wordt gebrouwen door De Proefbrouwerij te Lochristi in opdracht van de gemeente Zwalm.

## Achtergrond
Het bier werd gelanceerd in mei 2003. De naam verwijst naar de gemeente Zwalm, waarvoor het bier wordt gebrouwen. Op het etiket staat het wapenschild van Zwalm met de graven of heren van Vlaanderen, Namen en Zottegem. Deze hadden ooit zeggenschap over Zwalm. Naast hen staat de tekst: “Ze keken ernaar, zagen dat het goed was, proefden ervan en genoten vaak.”

## Het bier
Zwalmse Tripel is een blonde tripel met een alcoholpercentage van 8%.